# Lichomolgidium tupuhiae
Lichomolgidium tupuhiae är en kräftdjursart som beskrevs av Jones 1975. Lichomolgidium tupuhiae ingår i släktet Lichomolgidium och familjen Lichomolgidae. Inga underarter finns listade i Catalogue of Life.